# 临山镇
临山镇，是中国浙江省宁波市余姚市下属的一个镇，位于余姚市北部，北临杭州湾，海岸线2.9公里。临山镇总面积49.7平方公里，下辖10个行政村和1个居委会，全镇人口约4万人。

## 行政区划
下辖以下地区：
凤麟社区、湖堤村、汝东村、临山村、临南村、临城村、临浦村、临海村、兰海村、梅园村和邵家丘村。